# Красное (Стрыйский район)
Красное (укр. Красне) — село в Козёвской сельской общине Стрыйского района Львовской области Украины.
Население по переписи 2001 года составляло 485 человек, по данным 2022 года составляло 447 человек. Занимает площадь 2,7 км². Почтовый индекс — 82563. Телефонный код — 3269.

## Известные уроженцы и жители
- Макарий (Малетич) — предстоятель УАПЦ

## Достопримечательности
Между сёлами Задельское и Красное, при юго-западных склонах хребта Довжки Сколевских Бескид
создано в 1984 году заповедное урочище Сигла.